# Къарачай
Къарачай (Карачай) — общественно-политическая газета на карачаево-балкарском языке, издающаяся в Карачаево-Черкесии. Газета освещает общественно-политические события, происходящие в республике, а также публикует материалы по истории и культуре карачаевцев.
Учредителями газеты являются парламент и правительство Карачаево-Черкесии. Выходит на 4 полосах тиражом 8200 экземпляров.
Газета издаётся с 1924 года. Первоначально называлась «تاولو جاشاو/Tavlu Çašav» (Горская жизнь), с 1929 — «Tavlu Çarlьla» (Горская беднота), с 1932 — «Qьzьl Qaracaj/Къызыл Къарачай» (Красный Карачай). В 1944 году, в результате депортации карачаевцев, издание газеты было прекращено. В 1957 году, после реабилитации карачаевцев, газета была возрождена. С 1959 года стала называться «Ленинни байрагъы» (Ленинское знамя).
Современное название с 1991 года.
В газете работал карачаевский поэт А. Л. Уртенов.
До 2016 года, продолжительное время, газетой руководил Какушев Хусей Аскербиевич. С 2016 г. по 2023 г. директором-главным редактором газеты являлся Узденов Альберт Магометович. 